# Валдорф (Рајна-Палатинат)
Валдорф (њем. Waldorf) општина је у њемачкој савезној држави Рајна-Палатинат. Једно је од 74 општинска средишта округа Арвајлер. Према процјени из 2010. у општини је живјело 897 становника. Посједује регионалну шифру (AGS) 7131081.

## Географски и демографски подаци
Валдорф се налази у савезној држави Рајна-Палатинат у округу Арвајлер. Општина се налази на надморској висини од 156 метара. Површина општине износи 7,6 km². У самом мјесту је, према процјени из 2010. године, живјело 897 становника. Просјечна густина становништва износи 118 становника/km².

## Међународна сарадња
| Мјесто | Држава   | Врста сарадње | Од    |
| ------ | -------- | ------------- | ----- |
| Парад  | Мађарска | партнерство   | 1995. |
| Извор  |          |               |       |